# بیوناونچورا لیکس (فلوریدا)
بیوناونچورا لیکس (به انگلیسی: Buenaventura Lakes) یک منطقهٔ مسکونی در ایالات متحده آمریکا است که در شهرستان اوسکئولا، فلوریدا واقع شده‌است. بیوناونچورا لیکس ۱۴٫۶ کیلومتر مربع مساحت و ۲۶٬۰۷۹ نفر جمعیت دارد و ۱۹ متر بالاتر از سطح دریا قرار دارد.